# Otto Wilhelm Fischer
Otto Wilhelm Fischer (1 d'abril de 1915 – 29 de gener de 2004) va ser un actor teatral i cinematogràfic austríac. Actor principal de la indústria cinematogràfica alemanya, va iniciar la seva carrera en la companyia teatral de Max Reinhardt.

## Biografia
Nascut a Klosterneuburg, prop de Viena, Àustria, encara que va gaudir d'una gran carrera artística, a diferència dels seus paisans Oskar Werner, Curd Jürgens, Maria Schell i Romy Schneider, ell mai va tenir un gran èxit internacional. Pitjor encara, la seva carrera als Estats Units va finalitzar abans de començar: estava contractat per a protagonitzar al costat de June Allyson una versió de My Man Godfrey el 1956, però va haver de ser reemplaçat per David Niven per fallar-li la memòria durant el rodatge de la pel·lícula.
De els seus treballs, destaca el 1955 la seva direcció i actuació a Hanussen, una pel·lícula sobre la vida d'Erik Hanussen. Fischer també va dirigir i va protagonitzar, en companyia d'Anouk Aimée, el film de 1956 Ich suche Dich, basat en l'obra Jupiter Laughs, d'A. J. Cronin. Un altre film del qual va ser protagonista és el clàssic alemany Ludwig II: Glanz und Ende eines Königs.
A principis de la dècada de 1970 es va retirar i es va dedicar a la lingüística i a la filosofia, donant conferències i publicant diversos llibres. O. W. Fischer va morir en 2004 a Lugano, Suïssa, a causa d'una insuficiència renal. Les seves restes van ser incinerades.

## Selecció de la seva filmografia
- 1943: Vienna 1910
- 1951: A Tale of Five Cities
- 1952: Das letzte Rezept
- 1953: Solange Du da bist
- 1955: Ludwig II: Glanz und Ende eines Königs
- 1955: Hanussen
- 1956: Ich suche Dich
- 1958: Helden
- 1959: Menschen im Hotel
- 1959: Und das am Montagmorgen
- 1961: Das Riesenrad
- 1963: Frühstück im Doppelbett
- 1963: Das Geheimnis der schwarzen Witwe
- 1965: Onkel Toms Hütte

## Guardons
Medalles del Cercle d'Escriptors Cinematogràfics
| Any  | Categoria              | Pel·lícula        | Resultat  |
| ---- | ---------------------- | ----------------- | --------- |
| 1957 | Millor actor estranger | El rey loco       | Guanyador |
| 1959 | Millor actor estranger | Seguiré tu camino | Guanyador |

- 1950, 1951: Donauweibchen
- 1953-1955: Premi Bambi
- 1955: Premi de plata del Cinema Alemany al millor actor per Ludwig II: Glanz und Ende eines Königs
- 1957 – Conquilla de Plata al millor director i actor en el Festival Internacional del Cinema de Sant Sebastià 1957 per Ich suche Dich
- 1956: Premi del periodisme cinematogràfic espanyol per Ich suche Dich
- 1958-1961: Premi Bambi
- 1958-1963: Bravo Otto
- 1959: Premi d'Or del cinema alemany al millor actor per Helden